# زانکت فلوریان
زانکت فلوریان (به آلمانی: Sankt Florian) یک منطقهٔ مسکونی در اتریش است که در ناحیه لینتس لند واقع شده‌است. زانکت فلوریان ۴۴ کیلومتر مربع مساحت دارد ۲۹۶ متر بالاتر از سطح دریا واقع شده‌است.

## خواهرخوانده
شهر تولمدزو خواهرخواندهٔ زانکت فلوریان هست.